# Frontstalag
Les Frontstalags étaient des camps de prisonniers de l'Armée allemande situés principalement en France dans la zone occupée lors de la Seconde Guerre mondiale. Ils font partie des différents camps d'internement ouverts en France entre la première guerre mondiale et la guerre d'Algérie. 

## Frontstalags en France

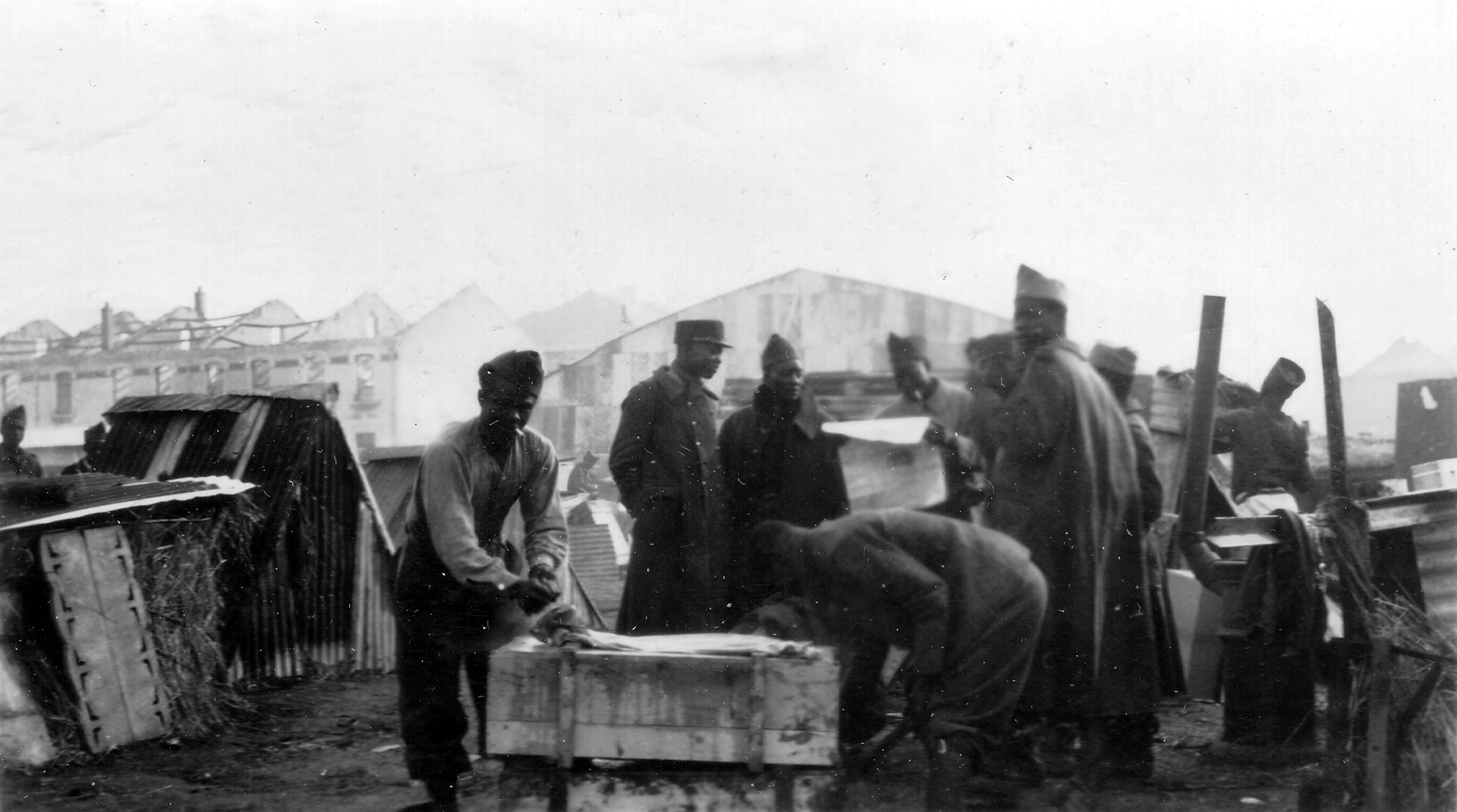
Tirailleurs africains prisonniers au Frontstalag 155 de Dijon-Longvic.

- Frontstalag 100 à Hazebrouck, Nord[2] du 20 juillet 1940 au décembre 1940 puis Amiens, Somme de janvier 1941 au 18 mars 1941[3]
- Frontstalag 101 à Cambrai, Nord[2] du 19 juillet 1940 au 13 mars 1941[3]
- Frontstalag 102 à Lille, Nord[2]
- Frontstalag 111 (llag) à Drancy, Seine-et-Oise[2]
- Frontstalag 112 à La Celle-Saint-Cloud, Seine-et-Oise[2]
- Frontstalag 120 à Mirecourt, Vosges[2]
- Frontstalag 121 à Épinal, Vosges[2]
- Frontstalag 122 à Chaumont, Haute-Marne[2]
- Frontstalag 122 (ilag) à Compiègne-Royallieu, Oise[4]
- Frontstalag 123 à Langres, Haute-Marne[2]
- Frontstalag 124 à Troyes, Aube[2]
- Frontstalag 125 à Melun, Seine-et-Marne[2]
- Frontstalag 127 à Rennes, Ille-et-Vilaine.
- Frontstalag 130 à Caen, Calvados[2]
- Frontstalag 131 à Saint-Lô, Manche[2]
- Frontstalag 132 à Mayenne, Mayenne[2]
- Frontstalag 133 à Rennes, Ille-et-Vilaine[2]
- Frontstalag 134 à Saint-Brieuc, Côtes-du-Nord[2]
- Frontstalag 135 à Quimper, Finistère[2]
- Frontstalag 137 (llag) à Giromagny, Territoire de Belfort
- Frontstalag 140 à Belfort, Territoire de Belfort[2]
- Frontstalag 141 à Vesoul, Haute-Saône[2]
- Frontstalag 142  (llag) à Besançon, Doubs[2]
- Frontstalag 150 à Saint-Florentin, Yonne[2]
- Frontstalag 151 à Montargis, Loiret[2]
- Frontstalag 152 à Pithiviers, Loiret[2]
- Frontstalag 153 à Jargeau, Loiret[2]
- Frontstalag 154 à Fourchambault, Nièvre[2]
- Frontstalag 155 à Dijon (Longvic), Côte d'Or[2]
- Frontstalag 160 à Lunéville, Meurthe-et-Moselle[2]
- Frontstalag 161 à Nancy, Meurthe-et-Moselle[2]
- Frontstalag 162 à Toul (Dommartin-lès-Toul), Meurthe-et-Moselle[2]
- Frontstalag 170 à Compiègne, Oise[2]
- Frontstalag 171 (llag) à Rouen, Seine-Inférieure[2]
- Frontstalag 172 à Doullens, Somme[2]
- Frontstalag 180 à Amboise, Indre-et-Loire[2]
- Frontstalag 181 à Saumur, Maine-et-Loire[2]
- Frontstalag 182 à Savenay, Loire-Inférieure[2]
- Frontstalag 183 à Hennebont, Morbihan[2]
- Frontstalag 183A à Châteaubriant, Loire-Inférieure[2]
- Frontstalag 184 à Angoulême, Charente[2]
- Frontstalag 185 à Tourcoing, Nord[2]
- Frontstalag 186 à Lille, Nord[2]
- Frontstalag 190 à Charleville, Ardennes[2]
- Frontstalag 191 à La Fère, Aisne[2]
- Frontstalag 192 à Laon, Aisne[2]
- Frontstalag 194 à Châlons-sur-Marne, Marne[2]
- Frontstalag 195 à Saint-Omer, Pas-de-Calais[2]
- Frontstalag 200 à Évreux, Eure[2]
- Frontstalag 201 à Alençon, Orne[2]
- Frontstalag 202 à Chartres, Eure-et-Loir[2]
- Frontstalag 203 au Mans (Mulsanne), Sarthe[2]
- Frontstalag 204 à Péronne, Somme[2] ou à Saint-Quentin, Aisne[5]
- Frontstalag 210 à Strasbourg, Alsace[2]
- Frontstalag 211 à Sarrebourg, Lothringen[2]
- Frontstalag 212 à Metz, Lothringen[2]
- Frontstalag 213 à Mulhouse, Alsace[2]
- Frontstalag 220  (llag) à Saint-Denis, Seine[2]
- Frontstalag 221 à Martignas-sur-Jalle (Camp de Souge), Gironde[2]
- Frontstalag 221 à Saint Médard en Jalles, Gironde

- Frontstalag 221W à Rennes, Ille-et-Vilaine

- Fronstalag 222 à Bayonne[6], Basses-Pyrénées[2]
- Fronstalag 230 à Poitiers, Vienne[2]
- Fronstalag 231 à Airvault, Deux-Sèvres[2]
- Fronstalag 232 à Luçon, Vendée[2]
- Fronstalag 240 à Verdun, Meuse[2]
- Fronstalag 241 à Saint-Mihiel, Meuse[2]
- Frontstalag 315 à Épinal, Vosges

Six de ces frontstalags sont souvent classés parmi les ilags car ils détenaient essentiellement des civils. Deux autres ilags ont été ouverts à Clermont  et Vittel.
S'y ajoutent : le oflag 65 de Strasbourg où étaient détenus les officiers et les stalags 356 de Compiègne, XII-E de Metz, XII-F de Forbach et V-E de Mulhouse où l'on regroupait les sous-officiers et hommes du rang.
Comme Drancy et Royallieu, des camps étaient dédiés au transit des prisonniers avant déportation vers les camps de concentration : Phithiviers, Baume-la-Rolande, Gurs, Nexon, Vénissieux…

## Frontstalags en Europe
Une vingtaine de frontstalags ont été ouverts en Allemagne (11), mais également en Pologne (3), Belgique (1), Italie (1), Luxembourg (1), Grèce (1), Russie (1), Ukraine (1).

## Frontstalags et soldats des troupes coloniales
L'Allemagne nazie contenait les prisonniers de guerre noirs et maghrébins de l'Armée française dans la zone occupée française, le plus rapidement possible par peur de maladies tropicales ou d'atteinte à la « pureté du sang aryen ».
Ils étaient dispersés dans les 66 Frontstalags dont celui de Vesoul, le camp de discipline pour les « indigènes coloniaux ». Les soldats noirs détenus au 31 décembre 1943 seront encore 10 475. Certains d'entre eux parviendront à s'évader, ou seront libérés par les Forces françaises de l'intérieur (FFI) qu'ils rejoignirent souvent.

## Camps d'internement de prisonniers à l'étranger
Il existait différents types de camps suivant l'origine : aviateurs, marins, civils, ou le grade : officiers, sous-officiers, hommes de rang. 
Voir la liste des camps de prisonniers de guerre du IIIe Reich.

## Articles
- Marianne, no 468
- Ouest-France, mardi 27 mars 2007, page Bretagne